# Premi Emmy 1991
La cerimonia della 43ª edizione dei Primetime Emmy Awards (43rd Primetime Emmy Awards) si è tenuta  al Pasadena Civic Auditorium di Pasadena (California) il 25 agosto 1991.
La cerimonia è stata presentata da Dennis Miller e fu trasmessa dalla Fox.

## Primetime Emmy Awards

### Migliore serie televisiva comica o commedia
- Cin cin (Cheers)
- Quattro donne in carriera (Designing Women)
- Cuori senza età (The Golden Girls)
- Murphy Brown (Murphy Brown)
- Blue Jeans (The Wonder Years)

### Migliore serie televisiva drammatica
- L.A. Law - Avvocati a Los Angeles (L.A. Law)
- China Beach
- Un medico tra gli orsi (Northern Exposure)
- In viaggio nel tempo (Quantum Leap)
- In famiglia e con gli amici (thirtysomething)

### Migliore attore in una serie tv commedia
- Burt Reynolds per il ruolo di Wood Newton in Evening Shade
- Ted Danson per il ruolo di Sam Malone in Cin cin (Cheers)
- John Goodman per il ruolo di Dan Conner in Pappa e ciccia (Roseanne)
- Richard Mulligan per il ruolo di Harry Weston in Il cane di papà (Empty Nest)
- Craig T. Nelson per il ruolo di Hayden Fox in Coach

### Migliore attore in una serie tv drammatica
- James Earl Jones per il ruolo di Gabriel Bird in La legge di Bird (Gabriel's Fire)
- Scott Bakula per il ruolo di Sam Beckett in In viaggio nel tempo (Quantum Leap)
- Peter Falk per il ruolo di Colombo in Colombo (Columbo)
- Kyle MacLachlan per il ruolo di Dale Cooper in I segreti di Twin Peaks (Twin Peaks)
- Michael Moriarty per il ruolo di Ben Stone in Law & Order - I due volti della giustizia (Law & Order)

### Migliore attrice in una serie tv commedia
- Kirstie Alley per il ruolo di Rebecca Howe in Cin cin (Cheers)
- Candice Bergen per il ruolo di Murphy Brown in Murphy Brown
- Blair Brown per il ruolo di Molly Dodd in The Days and Nights of Molly Dodd
- Delta Burke per il ruolo di Suzanne Sugarbaker in Quattro donne in carriera (Designing Women)
- Betty White per il ruolo di Rose Nylund in Cuori senza età (The Golden Girls)

### Migliore attrice in una serie tv drammatica
- Patricia Wettig per il ruolo di Nancy Krieger Weston in In famiglia e con gli amici (thirtysomething)
- Dana Delany per il ruolo di Colleen McMurphy in China Beach
- Sharon Gless per il ruolo di Fiona Rose O'Neill in I casi di Rosie O'Neill (The Trials of Rosie O'Neill)
- Angela Lansbury per il ruolo di Jessica Fletcher in La signora in giallo (Murder, She Wrote)

### Migliore attore non protagonista in una serie tv commedia
- Jonathan Winters per il ruolo di Gunny Davis in Davis Rules
- Charles Durning per il ruolo di Harlan Elldridge in Evening Shade
- Woody Harrelson per il ruolo di Woody Boyd in Cheers
- Michael Jeter per il ruolo di Herman Stiles in Evening Shade
- Jerry Van Dyke per il ruolo di Luther Horatio Van Dam in Coach

### Migliore attore non protagonista in una serie tv drammatica
- Timothy Busfield per il ruolo di Elliot Weston in In famiglia e con gli amici (thirtysomething)
- David Clennon per il ruolo di Miles Drentell in In famiglia e con gli amici (thirtysomething)
- Richard Dysart per il ruolo di Leland McKenzie in L.A. Law - Avvocati a Los Angeles (L.A. Law)
- Jimmy Smits per il ruolo di Victor Sifuentes in L.A. Law - Avvocati a Los Angeles (L.A. Law)
- Dean Stockwell per il ruolo di Al Calavicci in In viaggio nel tempo (Quantum Leap)

### Migliore attrice non protagonista in una serie tv commedia
- Bebe Neuwirth per il ruolo di Lilith Crane in Cin cin (Cheers)
- Elizabeth Ashley per il ruolo di Freida Evans in Evening Shade
- Faith Ford per il ruolo di Corky Sherwood in Murphy Brown
- Estelle Getty per il ruolo di Sophia Petrillo in Cuori senza età (The Golden Girls)
- Rhea Perlman per il ruolo di Carla Tortelli in Cin cin (Cheers)

### Migliore attrice non protagonista in una serie tv drammatica
- Madge Sinclair per il ruolo di Empress Josephine in La legge di Bird (Gabriel's Fire)
- Marg Helgenberger per il ruolo di K.C. in China Beach
- Piper Laurie per il ruolo di Catherine Martell in I segreti di Twin Peaks (Twin Peaks)
- Melanie Mayron per il ruolo di Melissa Steadman in In famiglia e con gli amici (thirtysomething)
- Diana Muldaur per il ruolo di Rosalind Shays in L.A. Law - Avvocati a Los Angeles (L.A. Law)

### Migliore sceneggiatura per una serie tv drammatica
- L.A. Law - Avvocati a Los Angeles (David E. Kelley)
- L.A. Law - Avvocati a Los Angeles (Judith Feldman, Sarah Woodside Gallagher)
- L.A. Law - Avvocati a Los Angeles (Alan Brennert, Patricia Green, David E. Kelley)
- Un medico tra gli orsi (Joshua Brand, John Falsey)
- In famiglia e con gli amici (Ann Lewis Hamilton)

### Migliore regia per una serie tv drammatica
- E giustizia per tutti (Thomas Carter)
- China Beach (Mimi Leder)
- Cop Rock (Gregory Hoblit)
- L.A. Law - Avvocati a Los Angeles (Tom Moore)

### Migliore sceneggiatura per una serie tv commedia
- Murphy Brown (Gary Dontzig, Steven Peterman)
- The Days and Nights of Molly Dodd (Jay Tarses)
- Murphy Brown (Diane English)
- Seinfeld (Larry David)
- Seinfeld (Larry David, Jerry Seinfeld)

### Migliore regia per una serie tv commedia
- Cin cin (James Burrows)
- The Days and Nights of Molly Dodd (Jay Tarses)
- Murphy Brown (Barnet Kellman)
- Seinfeld (Tom Cherones)
- Blue Jeans (Peter Baldwin)